# Puri
"Puri" es la abreviatura científica correspondiente al botánico H.S. Puri (fl. 1985).
Purī es una ciudad en el noreste del pradesh (Estado) de Odisha (India), sobre las costas del golfo de Bengala. Su población es de 201 026 habitantes.

## Centro de peregrinación
Es un célebre centro de peregrinación, ya que en ella se emplaza desde el siglo XII el gigantesco mandir (templo) dedicado al Señor Jagannātha (una advocación del dios Krishna), su hermana Subhadra y su hermano Baladeva.
Los templos (shikaras) de Puri son valiosos ejemplos del arte hindú medieval.

## Festival de las carrozas
El festival principal —que atrae a miles de peregrinos vaisnavas (adoradores de Vishnú-Krishná) desde toda India— es el Ratha Yatra (festival de las carrozas, siendo ratha: ‘carreta’), dedicado a estas tres deidades, que son sacadas de su templo, puestas sobre carrozas y arrastradas con sogas por la multitud.
El festival de las carrozas (ratha yatra) ha hecho tan famoso al Señor Jagannāth, que en la India se conoce esta ciudad con el nombre de Jágannath Puri.

### Júggernaut-Jagannāth
Los hindúes creen que cualquier persona que fallezca ante la presencia física de Dios puede obtener la liberación espiritual, por lo que —según los relatos de los ingleses en el periodo en que dominaron la India—, muchos fanáticos adoradores de Jagannātha se lanzaban bajo las ruedas del enorme carro de dieciséis ruedas sobre el cual el inmenso ídolo de Krishna (hecho de un solo bloque geométrico) es transportado durante la procesión anual en Purī.
De tal modo, la palabra Jagannātha pasó, modificada morfológicamente y resignificada primero al idioma inglés como Juggernaut (durante el siglo XIX) y luego a otros idiomas con el significado de “una fuerza irrefrenable que en su avance aplasta o destruye todo lo que se interponga en su camino”.
- Datos: Q207799
- Multimedia: Puri / Q207799

1. ↑  Worldpostalcodes.org,código postal n.º 752001.